# 187 (argot)
187, prononcé « one-eight-seven » (anglais signifiant « un-huit-sept »), est un terme argotique américain, utilisé par les gangs de la côte Ouest des États-Unis comme synonyme de meurtre ou d'assassinat. L'expression fait référence à la section 187 du code pénal (en) de Californie traitant le crime de meurtre. Elle est couramment utilisée au sein des agences de police californiennes depuis les années 1970, ainsi que le prouve son usage dans le film La Cité des dangers (Hustle) de Robert Aldrich en 1975. 
Le nombre « 187 » est utilisé par les gangs à travers les États-Unis ; on retrouve cet usage aussi bien en Floride, au Wisconsin, en Alaska et même ailleurs de par le monde comme au Royaume-Uni, en Allemagne et au Québec.
En France, le terme est utilisé dans le rap, comme dans le morceau Code 187, où figurent Alibi Montana, Kamelancien, Rohff et Sefyu.